# Бристоль (отель, Ялта)
Отель «Бристоль» Ялта («Таврида», «Ялта», гостиница Ялтинская, «Южная», «Центральная») — одна из самых первых гостиниц, появившихся в Ялте. Несколько гостиничных заведений последовательно находилось на этом месте, современное здание построено в 1863 году, выдержало впоследствии ряд перестроек.

## История
Трактир и гостиница существовали на месте современного отеля с 1830-х годов собственником был князь М. С. Воронцов, а арендатором и управляющим Бартолуччи. О пребывании в гостинице в 1837 году упоминает путешественник и учёный Ф. Дюбуа де Монпере. В дальнейшем она принадлежала С. П. Галахову, а вторая её часть — французскому виноделу, осевшиму в Ялте, Антуану Собесу.
Дочь Собеса, М. А. Рыбицкая приобретает у светлейшей княгини Воронцовой М. В. участок земли по ул. Бульварная 12, на котором архитектор К. И. Эшлиман строит небольшой двухэтажный дом. По окончании строительства Рыбицкая М. А. открывает в новом здании гостиницу города «Ялта» (встречается и название Ялтинская). На первом этаже располагались трактир и торговые лавки, а на втором этаже располагались номера. С историей гостиницы связаны имена деятелей культуры и искусств, таких как: Н. П. Вагнер, М. С. Щепкин, А. М. Горький, М. В. Нестеров, И. Гаспринский, В. А. Луговской.
В конце 60-х годов XIX века здание и дворовое место (садик с хозяйственными постройками) купило Главное управление уделов, в ведении которого находилась собственность императорской фамилии. Теперь здесь останавливались только гости императорской семьи. В 1874 году по ходатайству председателя попечительского Совета Ялтинской мужской гимназии Шульбаха Р. Ф. здание передаётся гимназии. В марте 1887 года ей гимназии было присвоено наименование «Александровская» в честь 20-летия царствования Александра II.
В дальнейшем снова используется как отель. В. Х. Кондранаки в своём путеводителе описывает её так: «В ней около 45 номеров, которые содержатся в приличном виде и не дороги сравнительно, а именно от 1 руб. 50 коп. в сутки. Гостиница эта имеет для прибывших на пароходе то преимущество, что находится в нескольких шагах от пристани и из окон и балконов её можно видеть все движения по набережной улице».
В 90-е годы XIX века здание гостиницы переходит к новой владелице купчихе С. П. Бухштаб, которая после перестройки здания (здание полностью изменило свой облик: старое здание сносится и возводится 4-х этажный каменный дом на 40 номеров, к фасадной части были пристроены балконы-лоджии, которые были украшены скульптурами, номера гостиницы в основном выходили окнами и балконами на западную часть города с видом на город, порт и приморский бульвар), вновь открывает в нём гостиницу и называет её — «Бристоль».
После 1917 года здание перешло в муниципальную собственность. О добротности и надёжности его постройки говорит тот факт, что оно практически не пострадало во время 8-бального Крымского землетрясения в 1927 году. Все довоенные и послевоенные годы здание использовалось под гостиницу.  После Великой Отечественной войны «Центральную» объединяют с гостиницей «Бристоль», которая находилась по левую сторону от Азиатского переулка. Таким образом, появляется гостиница «Южная». В 1978 году переходом объединяются здания «Бристоля» и бывшей гостиницы «Центральной», в результате чего в гостинице вдвое увеличивается количество номеров.
В ознаменование годовщины Ялтинской конференции было проведено переименование улицы Бульварной в улицу Рузвельта. Это произошло в апреле 1960 года по постановлению Совета Министров Украинской ССР в ознаменование пребывания в Ялте в феврале 1945 года президента США Франклина Рузвельта и учитывая его роль в развитии дружественных отношений США и СССР, улица Бульварная была переименована в честь имени почётного гостя.
Своё историческое название отель возвращает в 2002 году и «Южная» вновь становится «Бристолем». В наше время отель имеет категорию 3 звезды. В гостинице «Бристоль» президенту Ф. Д. Рузвельту посвящён мини-музей, повествующий о его жизни и свершениях. Перед зданием был установлен бюст Рузвельта (работа севастопольского скульптора К. Г. Кошкина).